# Genker VV
Genker VV is een Belgische voetbalclub uit Genk. De club is aangesloten bij de KBVB met stamnummer 5952 en heeft geel en zwart als kleuren.

## Geschiedenis
In de jaren 20 was in Genk voetbalclub Genk VV ontstaan en aangesloten bij de Belgische Voetbalbond met stamnummer 735. De club speelde in de jaren 30 vijf seizoenen in de nationale reeksen, maar verdween in 1954. Een paar jaar later, in 1956, werd de club heropgericht als Genker Voetbal Vereniging. Deze nieuwe club sloot zich bij de Belgische Voetbalbond aan onder stamnummer 5952 en ging van start in de laagste provinciale reeks.
Genker VV bleef de volgende jaren in de provinciale reeksen spelen. In 1970 werd een jeugdcomité opgericht en men startte dat jaar ook met de eerste vier jeugdploegen. In 1980 werd Genk kampioen in zijn reeks en promoveerde het voor het eerst uit Derde Provinciale. Drie jaar later stootte men zelfs door naar Eerste Provinciale, maar twee jaar later volgde weer een degradatie. Ondertussen was de club al verschillende jaren op zoek naar een nieuw terrein en in 1990 verhuisde men uiteindelijk. De club haalde doelman Klaus Pudelko en speler-trainer Horst Schlierer binnen en dankzij een titel in 1993 keerde men terug naar de hoogste provinciale afdeling. In 1996 degradeerde men weer en in 1999 zakte men zelfs naar Derde Provinciale.

## Resultaten
| Seizoen | Klasse | Klasse | Klasse | Klasse | Klasse | Klasse | Klasse | Klasse | Klasse | Reeks                                                    | Punten                                                   | Opmerkingen                                              |
|         | I      | I      | II     | III    | IV     | P.I    | P.II   | P.III  | P.IV   |                                                          |                                                          |                                                          |
| ------- | ------ | ------ | ------ | ------ | ------ | ------ | ------ | ------ | ------ | -------------------------------------------------------- | -------------------------------------------------------- | -------------------------------------------------------- |
| 2004/05 |        |        |        |        |        |        | 5      |        |        | Tweede prov. Limb                                        | 48                                                       |                                                          |
| 2005/06 |        |        |        |        |        |        | 12     |        |        | Tweede prov. Limb                                        | 39                                                       |                                                          |
| 2006/07 |        |        |        |        |        |        | 13     |        |        | Tweede prov. Limb                                        | 32                                                       |                                                          |
| 2007/08 |        |        |        |        |        |        |        | 9      |        | Derde prov. Limb                                         | 43                                                       |                                                          |
| 2008/09 |        |        |        |        |        |        |        | 5      |        | Derde prov. Limb                                         | 52                                                       |                                                          |
| 2009/10 |        |        |        |        |        |        | 16     |        |        | Tweede prov. Limb                                        | 11                                                       |                                                          |
| 2010/11 |        |        |        |        |        |        |        | 4      |        | Derde prov. Limb                                         | 52                                                       |                                                          |
| 2011/12 |        |        |        |        |        |        |        | 2      |        | Derde prov. Limb                                         | 67                                                       |                                                          |
| 2012/13 |        |        |        |        |        |        |        | 2      |        | Derde prov. Limb                                         | 61                                                       |                                                          |
| 2013/14 |        |        |        |        |        |        |        | 6      |        | Derde prov. Limb                                         | 50                                                       |                                                          |
| 2014/15 |        |        |        |        |        |        |        | 4      |        | Derde prov. Limb                                         | 50                                                       |                                                          |
| 2015/16 |        |        |        |        |        |        |        | 9      |        | Derde prov. Limb                                         | 44                                                       |                                                          |
|         | 1A     | 1B     | 1Am    | 2Am    | 3Am    | P.I    | P.II   | P.III  | P.IV   | Vanaf 2016-17 zijn er 3 nationale en 2 regionale niveaus | Vanaf 2016-17 zijn er 3 nationale en 2 regionale niveaus | Vanaf 2016-17 zijn er 3 nationale en 2 regionale niveaus |
| 2016/17 |        |        |        |        |        |        |        | 7      |        | Derde prov. Limb                                         | 43                                                       |                                                          |
| 2017/18 |        |        |        |        |        |        |        | 12     |        | Derde prov. Limb                                         | 38                                                       |                                                          |
| 2018/19 |        |        |        |        |        |        |        | 5      |        | Derde prov. Limb                                         | 49                                                       |                                                          |
| 2019/20 |        |        |        |        |        |        |        | 9      |        | Derde prov. Limb                                         | 33                                                       |                                                          |
| 2020/21 |        |        |        |        |        |        |        | -      |        | Derde prov. Limb                                         | -                                                        | Seizoen geschrapt wegens Covid-19                        |
| 2021/22 |        |        |        |        |        |        |        | 11     |        | Derde prov. Limb                                         | 35                                                       |                                                          |
| 2022/23 |        |        |        |        |        |        |        | 3      |        | Derde prov. Limb                                         | 60                                                       |                                                          |
| 2023/24 |        |        |        |        |        |        |        | 3      |        | Derde prov. Limb C                                       | 64                                                       | Promotiefinale verloren met 2-3 tegen Herk Sport Hasselt |
| 2024/25 |        |        |        |        |        |        |        | 3      |        | Derde prov. Limb A                                       | 59                                                       |                                                          |
| 2025/26 |        |        |        |        |        |        |        |        |        | Derde prov. Limb C                                       |                                                          |                                                          |

## Bekende spelers
- Klaus Pudelko
- Horst Schlierer

## Varia
- De club speelt een rol in de serie Spitsbroers.